# کوش-یلگا
کوش-یلگا (به لاتین: Kush-Yelga) یک منطقهٔ مسکونی در روسیه است که در باشقیرستان واقع شده‌است.